# 오바나자와교

오바나자와 교(尾花沢橋 오바나자와바시[*])는 야마가타현 오바나자와시에 놓여 있는 교량이다.

## 개요
13번 국도의 오바나자와 바이패스가 지나가는 길목인 뉴강에 가설되어 있어, 1984년에 가교하였다. 그리고 이 다리의 바로 서측부를 보면 도호쿠 주오 자동차도가 인접하고 있다. 전장은 170m, 전폭 역시 16m로 구성되어 있다. 